# Mitologia samoana
La mitologia samoana racconta storie di molte divinità diverse. C'erano divinità della foresta, dei mari, della pioggia, del raccolto, dei villaggi e della guerra. C'erano due tipi di divinità: atua, che avevano origini non umane, e aitu, che erano di origine umana.
Tagaloa era il dio supremo che aveva creato le isole e le persone. Mafui'e era il dio dei terremoti. C'erano anche un certo numero di divinità della guerra. Nafanua, la dea guerriera di Samoa, proveniva dal villaggio di Falealupo all'estremità occidentale dell'isola di Savai'i, che è anche il luogo dell'ingresso a Pulotu, il mondo degli spiriti. È anche considerata una portatrice di pace, avendo portato la pace a Savai'i vincendo le guerre tra le due regioni dell'isola. Tilafaiga è la madre di Nafanua. Il padre di Nafanua, Saveasi'uleo, era il dio di Pulotu. Un'altra famosa leggenda narra di due sorelle, Tilafaiga, madre di Nafanua, e Taema, che portarono l'arte del tatuaggio a Samoa da Fiti.
Un personaggio di un'altra leggenda è Tui Fiti, che risiede nel villaggio di Fagamalo nel distretto di Matautu. Il villaggio di Falelima è associato a una temuta divinità spirituale chiamata Nifoloa. La piscina d'acqua dolce Mata o le Alelo (occhi del demonio) della leggenda polinesiana Sina e Eel si trova nel villaggio di Matavai, sulla costa settentrionale, nel distretto del villaggio di Safune.
Fetu ("stella") è il dio della notte. Sua moglie è Ele'ele.
La mitologia samoana è una variante di una mitologia polinesiana più generale nelle isole Samoa.